# Мусагит Хабибулин
Мусагит Хабибулин (на татарски: Мөсәгыйть Мөдәррис улы Хәбибуллин) е татарски писател на произведения в жанра исторически роман.

## Биография и творчество
Мусагит Мударисович Хабибулин е роден на 25 декември 1927 г. в село Абдарахманово, Орембургска област, Татарска ССР, СССР. Средното си образование завършва в Шалти. По време на Втората световна война съвместява ученето с работата в местния колхоз. През 1944 г. отива в Челябинска област, където завършва професионално училище по металургия. В периода 1946-1953 г. работи като стругар в Магнитогорския металургичен комбинат. През 1953 г. се завръща в родното си село. В периода 1958-1968 г. работи в редакциите на регионалните вестници в Бавлинска и Азнакаевска области. В периода 1969-1971 г. преподава история и социални науки в средното училище „Рудаки“ в Таджикистан. През 1971 г. завършва задочно татарска филология в Казанския държавен университет и се заселва в Казан. До 1989 г. е секретар на Съюза на писателите на Татарстан. В периода 1989-1999 г. е редактор на литературния отдел на списание „Мирас“.
Първите му литературни публикации са през 1950 г. в работническите вестници. В началото на 60-те започва да публикува разкази в републиканския печат, а през 1969 г. е издадена първата му повест „Восемнадцатая весна“ в списанието „Казан утлары“.
Първоначално пише на съвременни теми от живота, но в началото на 80-те започва да пише исторически произведения, като си поставя за цел да отрази художествено всички важни исторически събития от историята на татарския народ в миналото. Първият му роман „Хан Кубрат“ е издаден през 1985 г. и е посветен на основателя на първата тюрко-българска държава.
Историческите му романи са с динамични сюжети и са характерни с точното описание на бита и културата на хората в далечното минало.
Той е почетен академик в Руската хуманитарна академия на науките и член на Съюза на писателите. Получава званието „заслужил деятел на културата на ТАССР“ през 1977 г., и заслужил деятел на културата на РСФСР през 1987 г. През 1996 г. му е присъдена международната литературна награда „Кул Гали“. Романът му „Хан Кубрат“ е обявен през 2004 г. за „книга на годината“ от Съюза на писателите и Националната библиотека на Република Татарстан. Получил е и наградата на името на татарския класик Хабдула Тукай. През 2008 г. е удостоен с почетното звание „Народен писател на Татарстан“.

## Произведения

### Повести и разкази
- Цена хлеба (1969)
- Гора с горой не сходится (1974)
- Берега памяти (1981)
- Восемнадцатая весна (1982)
- Если реки потекут вспять (1984)

### Романи
- Кубрат-хан (1985)
Хан Кубрат – Величието на Фанагория (т.1), изд. „Посоки“ (2005), прев. Гергана Стойчева
Хан Кубрат – Войната с хазарите (т.2), изд. „Посоки“ (2006), прев. Гергана Стойчева
- Водовороты (1987)
- Посол – лицо неприкосновенное (1990)
- Чертово городище (1993)
- Суюмбика-ханбика и Иван Грозный (1996)
Сююмбике, изд. „Ирина Галчовска-Гея 11“ (2008), прев. Мариян Петров
Сююмбике и Иван Грозни, изд. „Ирина Галчовска-Гея 11“ (2008), прев. Мариян Петров
- Внук хана Хансуар (1997)
- Божий подарок (?)
- Батый-хан и Ляйля (?)
- Атилла (2013) – в 2 части

### Серия „Сказание за Казан“ (Сказание о Казани и дочери хана)
1. Дочери хана (2005)
Дъщерята на хана, изд. „Ирина Галчовска-Гея 11“ (2007), прев. Мариян Петров
2. Нашествие монголов (2005)
Монголското нашествие, изд. „Ирина Галчовска-Гея 11“ (2007), прев. Мариян Петров